# Alexandre des Isnards
Pour les articles homonymes, voir Isnard.
Alexandre des Isnards, né en 1973 à Boulogne-Billancourt, est un écrivain français.

## Biographie
Alexandre des Isnards est diplômé de Sciences Po Paris en 1997.
Depuis la parution de L’open space m’a tuer, en 2008, il est devenu un observateur singulier du monde du travail, de son environnement, de son langage et de ses usages qu’il décrypte avec humour dans ses ouvrages et ses chroniques. 
Depuis 2011, Alexandre des Isnards tient la rubrique « Décodage » pour la revue professionnelle éditée par les éditions Charles Foster, consacrée aux stratégies et aux environnements de travail tertiaire : Office et Culture. Entre 2013 et 2023, il est l’auteur des chroniques « Le Jargonaute » puis « Le mot qui buzze » dans le magazine Management. Et depuis 2020, il écrit dans le magazine bimestriel édité par Netmédia group : Be@Boss.
Avec Charles de Saint Remy, il est le scénariste du One man show « Charlie Winner – Lost in the open space » joué à Paris entre 2020 et 2024 et au festival d'Avignon en 2022.
Ils créent aussi la web-série d’animation « Les questions qui font mouche » en 2021, produite par Dada ! Animation et diffusée sur Youtube.

## Œuvres
- Alexandre des Isnards et Thomas Zuber, L'open space m'a tuer, Hachette, 2008, 211 p. (ISBN 978-2-01-237408-9)Réédition Pocket, 5 mars 2015.

Traduit en allemand par Cyril Moog sous le titre Willkommen im Funky Business: Lebenszeichen aus dem Global Office, Editions Eichborn, 2009.
- Alexandre des Isnards et Thomas Zuber, Facebook m'a tuer, Pocket, 2012, 246 p. (ISBN 978-2-266-22144-3)

- Alexandre des Isnards, Dictionnaire du nouveau français, Allary Éditions, 2014, 456 p. (ISBN 978-2-37073-008-4)
- Alexandre des Isnards, La visio m'a tuer, Allary Éditions, 2024, 288 p. (ISBN 978-2-37073-483-9)